# Lenka Dusilová (album)
Lenka Dusilová je první sólové studiové album české zpěvačky Lenky Dusilové. Vydáno bylo roku 2000 a produkovali jej David Koller (písně 2–7, 9–11), Jon Murch (5) a Dušan Lipert (1, 8).

## Seznam skladeb
1. Kouzelná moc
2. Pro tebe
3. Had
4. Pojď si hrát
5. Nechci to vrátit (Koller / Koller)
6. Tělo
7. Princezna
8. Dlouhá chvíle
9. Janka
10. Miláčku love (Koller / Dvořák)
11. Štědrá Bára (Dusilová / Dusilová)